# تاريخ بيئي

التاريخ البيئي هو دراسة التفاعل البشري مع العالم الطبيعي عبر الزمن، مع التأكيد على الدور الفعال الذي تلعبه الطبيعة في التأثير على العلاقات البشرية وبالعكس.
نشأ التاريخ البيئي في الولايات المتحدة من الحركة البيئية في ستينيات وسبعينيات القرن العشرين، والكثير من دوافعها لا تزال موجودة ضمن الاهتمامات البيئية العالمية ليومنا هذا.
تأسس الحقل من أجل مشاكل المُحافظة ولكنه توسع في نطاقه ليشمل تاريخًا علميًا واجتماعيًا أكثر تعميمًا وقد يتعامل مع المدن، السكان، أو التنمية المستدامة. وبينما يحدث كل التاريخ في العالم الطبيعي، يميل التاريخ البيئي للتركيز على نطاقات زمنية معينة، مناطق جغرافية، أو موضوعات رئيسية. وهو أيضًا موضوعٌ متعدد الاختصاصات بشدة ويستفيد من كل من العلوم الإنسانية والعلوم الطبيعية.
يمكن تقسيم موضوع بحث التاريخ البيئي إلى ثلاثة مكونات رئيسية. الأولى، الطبيعة نفسها لأنها تتغير مع الوقت، وتشمل التأثير المادي للبشر على يابسة كوكب الأرض، الماء، الغلاف الجوي والمحيط الجوي. التصنيف الثاني، كيف يستعمل البشر الطبيعة، وتشمل العواقب البيئية للزيادة السكانية، تقنية مؤثرة أكثر وأنماط متغيرة للإنتاج والاستهلاك. المواضيع الرئيسية الأخرى هي الانتقال من مجتمعات الصيد-الجمع الرحَّالة إلى الزراعة المستقرة في ثورة العصر الحجري، تأثيرات التوسع الاستعماري والمستوطنات، والعواقب البيئية والبشرية للثورات الصناعية والتقنية. أخيرًا، دَرس المؤرخون البيئيون كيف يفكر الناس بالطبيعة – الطريقة التي تؤثر فيها السلوكيات، المعتقدات والقيم على التفاعل مع الطبيعة، وخاصةً من في شكل الأساطير والدين والعلم.

## أصل التسمية والأعمال المبكرة
نشر روديريك ناش عام 1967 «البرية والعقل الأمريكي»، العمل الذي أصبح نصًا كلاسيكيًا للتاريخ البيئي المبكر. في رسالةٍ إلى منظمة المؤرخين الأمريكان عام 1969 (نشرت عام 1970) استعمل ناش تعبير «التاريخ الطبيعي»، بالرغم من أن العام 1972 يؤخذ بشكل عام على أنه التاريخ الذي صيغ فيه المصطلح لأول مرة. كتاب صامويل بّي. هايس لعام 1959 بعنوان الحفظ وإنجيل الفعالية: حركة الحفظ التقدمية، 1890-1920، في حين أنه كان إسهامًا كبيرًا للتاريخ السياسي الأمريكي، فإنه يُعتبر الآن الوثيقة المؤسسة لمجال التاريخ البيئي. هايس هو أستاذ فخري للتاريخ في جامعة بيتسبرغ. كتاب ألفريد كروسبي بعنوان التبادل الكولومبي (1972) هو عمل مبكر رئيسي آخر في التاريخ البيئي.

## علم التاريخ
نُشرت نظرة عامة مختصرة عن علم التاريخ الخاص بالتاريخ البيئي من قبل جاي. آر. ماكنيل، ريتشارد وايت، جاي. دونالد هيوز. نشرت دار نشر جامعة أكسفورد عام 2014 مجلدًا من 25 مقالة في كتيب أكسفورد للتاريخ البيئي.

### تعريف
ليس هنالك تعريف مقبول عالميًا للتاريخ البيئي. بالمصطلحات العامة هو التاريخ الذي يحاول شرح سبب كون بيئتنا مثل ما هي الآن وكيف أثرت البشرية على حالتها الحالية، وكذلك التعليق على مشاكل وفرص الغد.
يقول تعريف دونالد ورستر المُقتبس على نطاق واسع لعام 1988 أن التاريخ البيئي هو «التفاعل بين الثقافات البشرية والبيئة في الماضي.»
عرَّف جاي. دونالد هيوز عام 2001 الموضوع على أنه «دراسة العلاقات البشرية خلال الوقت مع المجتمعات الطبيعية التي هم جزءٌ منها لغرض شرح عمليات التغيير التي تؤثر على تلك العلاقة». وفي عام 2006، على أنه «التاريخ الذي يبحث عن فهم الكائنات البشرية كما عاشوا، عملوا وفكروا وعلاقتهم مع باقي الطبيعي من خلال التغييرات التي جلبها الوقت.» «بوصفه منهجًا، فالتاريخ البيئي هو استعمال التحليل البيئي كوسيلة لفهم التاريخ البشري... إنه حساب للتغيرات في المجتمعات البشرية المرتبطة مع التغيرات في البيئة الطبيعية.» يهتم المؤرخون البيئيون أيضًا بـ «كيفية تفكير الناس بالطبيعة، وكيف عبروا عن هذه الأفكار في الأديان الشعبية، الثقافات الشعبية، الأدب والفن». عرَّفه جاي. آر. ماكنيل عام 2003 على أنه «تاريخ العلاقات المشتركة بين الجنس البشري وبقية الطبيعة.»

### موضوع البحث
توسع مدى دراسة التحليل التاريخي التقليدي مع الوقت من النشاطات والتأثير لناس قليلين معينين إلى تحليل اجتماعي، سياسي، اقتصادي وثقافي أوسع بكثير. يوسع التاريخ البيئي موضوع البحث التاريخ التقليدي أكثر. صرَّح دونالد ورستر عام 1988 بأن التاريخ البيئي «يحاول جعل التاريخ أكثر شموليةً في سرده» عن طريق اختبار «دور ومكان الطبيعة في الحياة البشرية»، وفي عام 1993، قائلًا «يستكشف التاريخ الطبيعي الطرق التي أثر بها عالم المحيط الحيوي على مسار التاريخ البشري والطرق التي فكَّر بها الناس بمحيطهم وحاولوا تحويله». ترابط العوامل البشرية والبيئية في خلق المناظر الطبيعة يُعَبَّر عنه من خلال فكرة المحيط الثقافي. شكك ورستر أيضًا في نطاق النظام، متسائلًا «نحن ندرس البشر والطبيعة؛ ولهذا هل بإمكان أي شيءٍ بشري أو طبيعي أن يكون خارج تساؤلاتنا؟»
يتم التعامل مع التاريخ البيئي بصورة عامة على أنه حقل فرعي من التاريخ. ولكن بعض المؤرخين البيئيين يعترضون على هذا الافتراض، مُجادلين أنه في حين كون التاريخ التقليدي تاريخًا بشريًا – قصة الناس ومؤسساتهم، «لا يستطيع البشر وضع أنفسهم خارج مبادئ الطبيعة». بهذا المعنى، يناقشون أن التاريخ البيئي هو نسخة من التاريخ البشري بمضمونٍ أكبر، ونسخة أقل اعتمادًا على المركزية البشرية (بالرغم من كون التغيير البشري الصنع في مركز قصته).

#### الأبعاد
أجاب جاي. دونالد هيوز للنظرة القائلة بأن التاريخ البيئي هو «ضوء على نظرية» أو الافتقار للهيكل النظري عن طريق رؤية الموضوع من خلال عدسة «الأبعاد» الثلاثة: الطبيعة والثقافة، التاريخ والعلم، والمقياس. يتقدم هذا لما وراء اعتراف ورستر بالمجموعات الواسعة للمشاكل التي ستعالج من قبل المؤرخين البيئيين بالرغم من اعتراف كِلا المؤرخَين بهذا على أنه، التأكيد على أن تصنيفاتهم قد تتنوع بحسب الدراسة المعينة بسبب أن بعض الدراسات سوف تركز بشكل واضح أكثر على المجتمع والعلاقات البشرية وستركز دراساتٌ أخرى أكثر على البيئة.

#### المواضيع
استُخدمت عدةُ مواضيع للتعبير عن هذه الأبعاد التاريخية. تحليل تحول النظام البيئي العالمي من خلال مواضيع مثل انفصال الإنسان عن الطبيعة خلال ثورة العصر الحجري، الإمبريالية والتوسع الاستعماري، الاستكشاف، التغير الزراعي، تأثيرات الثورات الصناعية والتقنية، والتوسع المدني هو منهج تاريخي تقليدي أكثر. تشمل مواضيع بيئية أكثر الأثر البشري من خلال التأثير على زراعة الغابات، النار، التغير المناخي، الاستدامة وما إلى ذلك. وبحسب بول وارد، «يُمكن للتاريخ المعقد بازدياد للاستعمار والهجرة أن يتخذ مظهرًا بيئيًا، متتبعًا طرق الأفكار والأنواع حول العالم ويؤدي بالتأكيد إلى استعمال متزايد لتجانساتٍ كهذه ومفاهيمًا استعمارية للعمليات ضمن التاريخ الأوروبي.» فُصلت أهمية المشروع الاستعماري في أفريقيا، والكاريبي، والمحيط الهندي من قبل ريتشارد غروف. يتألف الكثر من الأدب من دراسات حالات مستهدفة على المستويات العالمية، الوطنية والمحلية.

#### المقياس
بالرغم من أنه بإمكان التاريخ البيئي تغطية مليارات السنين من التاريخ للأرض بأكملها، فبإمكانه أن يكون معنيًا بالمقاييس المحلية والفترات الزمنية الموجزة بشكل متساوٍ. ينشغل الكثير من المؤرخين البيئيين بالتاريخ المحلي، الإقليمي، والوطني. يربط بعض المؤرخين موضوعهم بشكل حصري مع امتداد التاريخ البشري - «كل فترة زمنية في التاريخ البشري» بينما يُضمن الآخرون الفترة قبل الوجود البشري على الأرض كجزء منطقي من النظام. يُغطي كتاب إيان سيمونز بعنوان التاريخ البيئي لبريطانيا العظمى فترة حوالي 10,000 سنة. هنالك ميل للاختلاف في مقاييس الوقت بين الظواهر الطبيعية والاجتماعية: قد يتم التعامل مع أسباب التغييرات البيئية التي تمتد للماضي اجتماعيًا على مدى فترة موجزة نسبيًا.
على الرغم من امتداد التأثيرات البيئية في جميع الأوقات إلى ما وراء المناطق الجغرافية المعينة والثقافات، فقد افترض التغير البيئي المتعلق بتخلق البشر خلال القرن العشرين وبدايات القرن الواحد والعشرين نسبًا عالمية، مع التغير المناخي بشكل أكثر بروزًا ولكن أيضًا كنتيجة للاستيطان، انتشار المرض، وعولمة التجارة الدولية.